# Крпеляни
Крпеляни (словац. Krpeľany) — село, громада округу Мартін, Жилінський край, регіон Турєц. Кадастрова площа громади — 13,89 км².
Населення 1080 осіб (станом на 31 грудня 2018 року).

## Історія
Крпеляни згадуються 1430 року.

## Населення
| Рік:            | 1994. | 2004.   | 2014.   | 2024.   |
| --------------- | ----- | ------- | ------- | ------- |
| Кількість осіб: | 1062  | 1094    | 1106    | 1059    |
| Різниця:        |       | +3,01 % | +1,09 % | -4,24 % |

| Рік:            | 2023. | 2024.   |
| --------------- | ----- | ------- |
| Кількість осіб: | 1062  | 1059    |
| Різниця:        |       | -0,28 % |